# Popowa Wola
Popowa Wola (niem. Pfaffendorf) – wieś w Polsce położona w województwie warmińsko-mazurskim, w powiecie szczycieńskim, w gminie Dźwierzuty. W latach 1975–1998 miejscowość administracyjnie należała do województwa olsztyńskiego.
Dawna wieś mazurska o zwartej, murowanej zabudowie, położona przy drodze z Rańska do Kobułt, w pagórkowatym krajobrazie polodowcowym.

## Historia
Wieś i majątek szlachecki, początkowo stanowiące część dóbr rańskich. W połowie XVII w. przekształcone w samodzielną wieś i osobny majątek. Na początku XX w. znajdowała się tu cegielnia.

## Zabytki
- Zespół dworsko-folwarczny, z którego do dzisiaj zachował się jedynie dwór, zbudowany w połowie XIX w. Budynki gospodarcze zostały znacząco przebudowane, w pierwotnym kształcie zachowała się jedynie stajnia. Park, zaprojektowany przez Johanna Larasa, zachował się tylko w części północnej.
- Budynek dworca kolejowego, murowany z czerwonej cegły (przy drodze do Grodzisk).
- Szkoła wybudowana w 1908 r.
- Cmentarz ewangelicki znajdujący się przy drodze koło dworca kolejowego, z kwaterą z okresu pierwszej wojny światowej (2 oficerów i 16 żołnierzy armii rosyjskiej)
- Cmentarz ewangelicki, znajdujący się przy drodze do Kałęczyna.